# Панайот Дъмбенски
Панайот Василев Дъмбенски е български общественик, председател на Костурската българска община.

## Биография
Роден е в голямото българско костурско село Дъмбени, тогава в Османската империя, днес Дендрохори, Гърция. В края на XIX век се установява в Костур, където развива широка дейност по възраждането на българщината в града. В 80-те години на XIX век става председател на новата българска училищна община в Костур. По-късно Панайот Дъмбенски влиза в конфликт с учителя в Костурското българско училище Григорий Бейдов и Бейдов е уволнен поради нехайство.